# Hypodematium sinense
Hypodematium sinense là một loài thực vật có mạch trong họ Woodsiaceae. Loài này được K. Iwats. miêu tả khoa học đầu tiên năm 1964.